# José Leomil
José de Carvalho Leomil (Niterói, 2 de abril de 1909 — Niterói, 12 de julho de 1969) foi um político brasileiro. Exerceu o mandato de deputado federal constituinte pelo Rio de Janeiro em 1946.